# Albert I. von Enn
Albert I. von Enn († 2. November 1336) war Bischof von Brixen.
Albert von Enn entstammte einem edelfreien Geschlecht, das unter Meinhard II. vom Bozener Unterland nach Schwaben auswanderte. Seine Schwester wurde Nonne, er selbst wurde Domherr in Augsburg und studierte in Bologna, danach wurde er Dompropst in Freising.
Im Jahr 1322 wurde er durch das Domkapitel zum Bischof von Freising gewählt, erhielt jedoch weder die Bestätigung durch den Salzburger Erzbischof Friedrich III. von Leibnitz noch durch Papst Johannes XXII. Er begab sich selbst nach Avignon, um den Papst um dessen Bestätigung zu bitten, dieser übertrug das Bistum jedoch Johann Wulfing von Schlackenwerth.
Nachdem der Brixner Bischof Konrad von Klingenberg zum Bischof von Freising ernannt wurde, verlieh der Papst das Bistum Brixen am 4. Juli 1324 an Albert von Enn. Er wurde in Avignon zum Bischof geweiht und am 23. Dezember 1324 nach Brixen entlassen.
Im Konflikt zwischen dem Papst und König Ludwig dem Bayern stand der Bischof auf Seiten des Königs. Auch zum Tiroler Landesfürsten unterhielt er gute Beziehungen. Bezüglich der geistlichen Gerichtsbarkeit über den Brixner Klerus geriet er jedoch in heftigen Konflikt mit seinem Domkapitel.